# Pachycladon wallii
Pachycladon wallii là một loài thực vật có hoa trong họ Cải. Loài này được (Carse) Heenan & A.D.Mitch. mô tả khoa học đầu tiên năm 2002.